# Глухих, Виктор Константинович
Виктор Константинович Глухих (род. 30 мая 1946, Льгов, Курская область, РСФСР, СССР) — российский государственный деятель, политик, доктор технических наук, заслуженный машиностроитель Российской Федерации (2001).

## Биография
Родился 30 мая 1946 года в городе Льгове Курской области. Работал аппаратчиком на консервном заводе, в совхозе-техникуме в Новом Осколе. Служил в армии.
В 1972 году окончил завод-втуз при Ленинградском металлическом заводе. В 1974—1985 годах — старший инженер, начальник бюро, заместитель главного технолога завода, заместитель главного технолога объединения, заместитель главного инженера объединения «Ленинградский металлический завод»; в 1985—1990 годах главный инженер — первый заместитель генерального директора этого объединения.
В 1989 году окончил Академию народного хозяйства при Совете Министров СССР. В 1990—1992 годах — первый заместитель министра промышленности России. В 1992—1996 годах — председатель Комитета (с сентября 1993 года — Госкомитета) по оборонным отраслям промышленности.
В 1993 году Глухих руководил организационным комитетом первого отечественного Международного авиационно-космического салона МАКС-93. Тогда салон проводился на двух площадках: в Москве и в Жуковском.
Впоследствии, при подготовке МАКС-95, из-за формата проведения авиасалона возник конфликт между Глухих и собственно руководством авиасалона, заинтересованном в единой площадке проведения авиасалона в Жуковском на лётном поле Лётно-исследовательского института им. М. М. Громова (инициатора проведения МАКС в России). Этот конфликт был разрешен не в пользу Глухих после обращения помощника президента Ю. М. Батурина лично к Борису Ельцину и выпуска последним распоряжения о проведении МАКС на постоянной единой площадке в Жуковском.
В 1994 году защитил диссертацию на соискание учёной степени кандидата технических наук по теме «Повышение производительности и качества обработки деталей паровых и газовых турбин».
С февраля 1998 года Глухих работал председателем совета директоров объединения «Рыбинские моторы», с 2001 — НПО «Сатурн».
В 2000 году он защитил диссертацию на соискание учёной степени доктора технических наук по теме «Научные и технологические основы обеспечения точности и качества изготовления ответственных деталей энергетических машин посредством обеспечения устойчивости технологических систем механической обработки».
С 31 октября 2001 года по 3 июня 2011 года Глухих работал в Совете Федерации представителем Правительства Ярославской области, заместителем председателя Комиссии по естественным монополиям, членом Комитета по промышленной политике, членом Комиссии по взаимодействию со Счётной палатой РФ.
Женат, имеет дочь и сына.

## Награды и премии
Государственные:
- 1990 — Медаль «Ветеран труда»
- 1995 — Благодарность Президента Российской Федерации
- 1996 — Премия Правительства Российской Федерации
- 1996 — Юбилейная медаль «300 лет Российскому флоту»
- 1996 — Почётная грамота Правительства Российской Федерации — за большой личный вклад в развитие оборонных отраслей промышленности и многолетний добросовестный труд
- 1997 — Медаль «В память 850-летия Москвы»
- 2000 — Благодарность Президента Российской Федерации — за большой вклад в развитие межотраслевых производственных, научно-технических и торгово-экономических связей[6]
- 2001 — Почётная грамота Совета Министров Республики Беларусь — за значительный вклад в развитие научно-технического и экономического сотрудничества между промышленными предприятиями и организациями Республики Беларусь и Российской Федерации[7]
- 2001 — почётное звание «Заслуженный машиностроитель Российской Федерации» — за заслуги в области машиностроения и многолетний добросовестный труд[8]
- 2001 — Орден «За заслуги» III степени (Украина) — за выдающийся личный вклад в подъём международного авторитета Украины, развитие межгосударственных промышленных и предпринимательских связей[9]
- 2003 — Медаль «В память 300-летия Санкт-Петербурга»
- 2005 — Орден Почёта — за активное участие в законотворческой деятельности и многолетнюю плодотворную работу[10]

Общественные:
- Лауреат национальной премии бизнес-репутации «Дарин» Российской Академии бизнеса и предпринимательства в 2006 г.
- Юбилейная медаль «МПА СНГ. 25 лет» (13 октября 2017 года) — за заслуги в деле развития и укрепления парламентаризма, за вклад в развитие и совершенствование правовых основ функционирования Содружества Независимых Государств, укрепление международных связей и межпарламентского сотрудничества[11].